# 分体法
分体法，又称为分体学或分体论，是一种基于部分－整体关系的分类系统。分体法不同于生物分类学之类的分类法（taxonomy；又称为分类学），因为后者乃是基于相似性的分类系统。